# Amazonlilja
Amazonlilja (Eucharis amazonica) är art i familjen amaryllisväxter nordöstra Peru och Ecuador. Odlas som krukväxt.
Perenn ört med lök, till ca 60 cm. Varje lök har flera blad som har tydlig stjälk och avgränsad bladskiva. De är glänsande gröna. Blomstängel till 60 cm med ca 8 blommor. Blommorna blir 10-12 cm i diameter, nickande, vita, doftande. Ståndarna har en tillplattad rundad utväxt på varje sida, vit med gröna eller gula markeringar.
Namnet amazonica berättar att arten är från Amazonas.

## Odling
Odlas på en ljus plats, men inte i sol. Jorden bör vara väldränerad och skall hållas jämnt fuktig året om. Amazonlijan vill ha hög luftfuktighet och en varm växtplats för att trivas. Blommar vanligen under sensommar eller höst.
Förökas genom försiktig delning, ofta anlägger den sidolökar som kan avskiljas. Traditionellt sägs blomningen gynnas om krukan runt löken är trång.

## Synonymer
- Eucharis ×grandiflora auct. (fel använt)
- Urceolina ×grandiflora auct. (fel använt)

Amazonliljan förväxlas ofta med Eucharis ×grandiflora Planch. & Linden, en hybrid som förekommer i naturen. Hybriden finns dock inte kvar i odling. De plantor som odlas i Sverige tillhör alla arten Eucharis amazonica.